# Theodor Nußbaum
Theodor Nußbaum (* 3. Juli 1885 in Linz am Rhein; † 24. April 1956 in Köln) war ein deutscher Garten- und Landschaftsarchitekt und kommunaler Baubeamter im Range eines Stadtbaurats.

## Leben
Theodor Nußbaum absolvierte ab 1900 bis zum Jahr 1905 eine Ausbildung im Gartenbau. In den Folgejahren, von 1905 bis 1907, besuchte er zur Vervollständigung seiner Ausbildung die höhere technische Lehranstalt für Gartenbau in Köstritz und erhielt dort das fachliche Rüstzeug für seine weitere Karriere.
Nach erfolgreichem Abschluss im Jahr 1907 fand er seine erste Anstellung als Gartenarchitekt bei der Friedhofsverwaltung in Leipzig. 1908 wechselte Nußbaum für zwei Jahre als Gartenarchitekt in einen Privatbetrieb, um dann ab dem 20. November 1910 als Gartenbautechniker in der Gartenverwaltung der Stadt Köln tätig zu werden. Während des Ersten Weltkrieges war Nußbaum von 1916 bis 1918 für das Friedhofswesen in Polen (Rawa) eingesetzt. Zurückgekehrt entwickelte sich Nußbaum auch zu einem Spezialisten für Friedhofs- und Sportanlagengestaltung. 1920 übernahm er die Leitung des Entwurfsbüros der Kölner Gartenverwaltung und wurde im Jahr 1928 zum Stadtbaurat ernannt. 1933 bewarb sich Nußbaum in dieser Position um die Stelle des städtischen Gartendirektors. Nach dem Zweiten Weltkrieg war Nußbaum wohl wegen seiner Parteizugehörigkeit in der NSDAP bis zum Februar 1949 suspendiert und schied im Juli 1950 endgültig aus seinem Amt aus.

## Werk
Der Gesamtplan Fritz Schumachers, ein frühes Projekt Äußerer Kölner Grüngürtel, wurde  durch Nußbaum wiederbelebt und weitgehend in seiner Amtszeit realisiert. Nach Überarbeitung der alten Planungen durch Theodor Nußbaum entstanden ab 1920 im linksrheinischen Köln neben ausgedehnten Wiesenflächen kleinere Kahnweiher und ausgedehnte Anpflanzungen. Von ihm angelegte Anlagen waren unter anderem: Der Adenauer- und der Decksteiner Weiher zur Förderung des Rudersports sowie zwei weitere Seen jenseits der Luxemburger Straße, wovon der Kalscheurer Weiher heute noch besteht. Der kreisrunde Weiher am Bonner Kreisel wurde nach Zerstörungen im Zweiten Weltkrieg nicht wiederhergestellt, sondern als spezielle Rasenfläche gestaltet.
Weitere Projekte waren die Umwandlung des preußischen Militärgeländes Merheimer Heide zu einem Park in Verbindung mit Anlagen diverser Sportdisziplinen, die Erweiterung des Mülheimer Stadtgartens als reines Erholungsrefugium, die Rheinparkgestaltung 1928 anlässlich der Pressa, aber auch im Hinblick auf weitere kommende Ausstellungen und Messeveranstaltungen. Nußbaums Einflussnahme in der Mitte der 1930er Jahre auf die Gestaltung des sogenannten „Maifeldes“, einem Fest- und Aufmarschplatz am Aachener Weiher, war Höhepunkt und nach dem Krieg zugleich das Ende seiner Karriere.

## Ehrungen
Theodor Nußbaum erhielt anlässlich der Olympischen Sommerspiele 1936 in Berlin die Bronzemedaille im städtebaulichen Kunstwettbewerb verliehen.

## Schriften
- Weltstadtgrün. Der Kölner Wald- und Wiesengürtel. In: Städtebau, Jg. 26, 1931, S. 41–48 (Digitalisat der Zentral- und Landesbibliothek Berlin).